# Большая Люлья
Большая Люлья (устаревшее название Большая Люль-Я) — река в Берёзовском районе Ханты-Мансийского автономного округа. Устье реки находится в 33 км по левому берегу реки Ятрия. Длина реки — 41 км.

## Данные водного реестра
По данным государственного водного реестра России относится к Нижнеобскому бассейновому округу, водохозяйственный участок реки — Северная Сосьва, речной подбассейн реки — Северная Сосьва. Речной бассейн реки — (Нижняя) Обь от впадения Иртыша.
По данным геоинформационной системы водохозяйственного районирования территории РФ, подготовленной Федеральным агентством водных ресурсов.